# Jeannie C. Riley
Jeannie C. Riley, född Jeanne Carolyn Stephenson 19 september 1945 i Anson, Texas, är en amerikansk countrysångerska. 
Riley växte upp med countrymusiken, och hon började senare själv skriva och sjunga country själv. Hon låg etta på Billboardlistan i USA våren 1968 med "Harper Valley PTA", och låten var även en hit i många andra länder.
Hon lyckades aldrig upprepa framgången men hade fortsatt framgång på Billboards countrylista. Hon började senare spela in musik med mer kristen prägel.

## Diskografi (urval)
Studioalbum
- 1968 – Sock Soul
- 1968 – Harper Valley PTA
- 1969 – Yearbooks and Yesterdays
- 1969 – Things Go Better with Love
- 1969 – Songs of Jeannie C. Riley
- 1970 – Country Girl (#25)
- 1970 – Generation Gap
- 1971 – Girl Most Likely
- 1972 – Jeannie
- 1972 – Give Myself a Party
- 1972 – World of Country
- 1972 – Down to Earth
- 1973 - Just Jeannie
- 1973 – When Love Has Gone Away
- 1976 – Country Queens
- 1977 – Jeannie C. Riley & Fancy Friends From Nashville with Love
- 1979 – Truck Driver's Dream
- 1979 – Wings to Fly
- 1980 – On the Road
- 1980 – Taste of Tears
- 1981 – From Harper Valley to the Mountain Top
- 1984 – Tears of Joy and Memories
- 1986 – Jeannie C. Riley
- 1990 – Golden Memories
- 1991 – Here's Jeannie C.
- 1995 – Praise Him

Singlar (topp 20 på Billboard Hot Country Songs)
- 1968 – "Harper Valley PTA" (#1) (också #1 på Billboard Hot 100)
- 1968 – "The Girl Most Likely" (#6)
- 1969 – "There Never Was a Time" (#5)
- 1970 – "Country Girl" (#7)
- 1971 – "Oh Singer" (#4)
- 1971 – "Good Enough to Be Your Wife" (#7)
- 1971 – "Roses and Thorns" (#15)
- 1972 – "Give Myself a Party" (#12)

## Utmärkelser
- 1968 – Grammy Award – Best Female Country Vocal Performance: Harper Valley PTA
- 1968 – CMA Awards – Single of the Year: Harper Valley PTA